# Дремлющий демон Декстера
«Дремлющий демон Декстера» (англ. Darkly Dreaming Dexter) — детективный триллер американского писателя Джеффри Линдсея, по мотивам которого компания Showtime сняла успешный сериал «Декстер». Эта книга выиграла премию Dilys Award в 2005 году, а в 2007 премию «Книга для ТВ» («Book to TV»)

## Сюжет
Главный герой по имени Декстер Морган работает в полицейском участке Майами судмедэкспертом по брызгам крови. В свободное от работы время его главное хобби — убивать людей. Так велит ему его внутренний голос, которого он зовёт «Тёмным попутчиком».
Но Декстер не просто убийца-социопат. Согласно флэшбекам, в раннем детстве его приёмный отец, полицейский по имени Гарри Морган, приметил в нём социопатические наклонности и смог научить приемного сына контролировать свою непреодолимую тягу к убийству. Гарри показал ему, как правильно прятать тела, избавляться от улик, и, самое главное, — как не привлекать к себе внимания. Все эти правила занесены в так называемый (самим Декстером) «кодекс Гарри», с помощью которого он решает, кому жить, а кому нет. Согласно кодексу, убивать можно только тех людей, которые заслуживают смерти, и при этом нужны существенные доказательства их вины. Обычно он добывает их самостоятельно.
В один из пунктов кодекса входит социально-приемлемое поведение, что у Декстера отлично получается. Декстер не может испытывать человеческие чувства, как он полагает, по той же причине, из-за чего у него появился «Тёмный попутчик», и поэтому он научился копировать почти все эмоции. Человеческие повадки кажутся ему причудливыми, никакого влечения к сексу он не испытывает. Несмотря на это, у него есть девушка — Рита, мать двоих детей по имени Астер и Коди. Он испытывает симпатию к детям, в особенности к этой парочке.

## Стиль произведения
Повествование происходит от первого лица Декстера Моргана, серийного маньяка-убийцы, утверждающего, что он полностью лишён человеческих эмоций. «Дремлющий демон Декстера» наполнен также чёрным юмором, даже в тех местах, где повествование и так уж совсем мрачно.